# Plesiochrysa scotti
Plesiochrysa scotti is een insect uit de familie van de gaasvliegen (Chrysopidae), die tot de orde netvleugeligen (Neuroptera) behoort. 
Plesiochrysa scotti is voor het eerst wetenschappelijk beschreven door Esben-Petersen in 1927.